# Lago di Plav
Il lago di Plav (in montenegrino: Plavsko jezero, in albanese: Liqeni i Plavës) è un lago nel comune di Plav, nel Montenegro orientale.

## Geografia
È un lago glaciale situato tra la catena montuosa del Prokletije e il massiccio del Visitor ad un'altitudine di 906 m sul livello del mare; si estende da nord a sud per circa 2.160 m. La sua larghezza media è di 920 m, la sua profondità massima 9 m.
È il lago glaciale più esteso del Montenegro, tuttavia ricerche recenti hanno avanzato l'ipotesi che possa essersi formato in modo diverso, poiché sembra strano che i ghiacciai siano avanzati fino a così basse latitudini. 
La regione circostante si affaccia sulle sponde del bacino lacustre, che costituisce la principale attrazione turistica della zona. Esso è pieno di caverne calcaree e ricco di sorgenti dove l'acqua sgorga dal terreno.
Sono state rilevate ben 270 specie ittiche. 
Il lago di Plav offre opportunità per praticare il nuoto e altri sport acquatici. È inoltre un luogo assai frequentato dai pescatori per la presenza di lucci e di varie specie di trote.